# Hans Georg Feichtinger

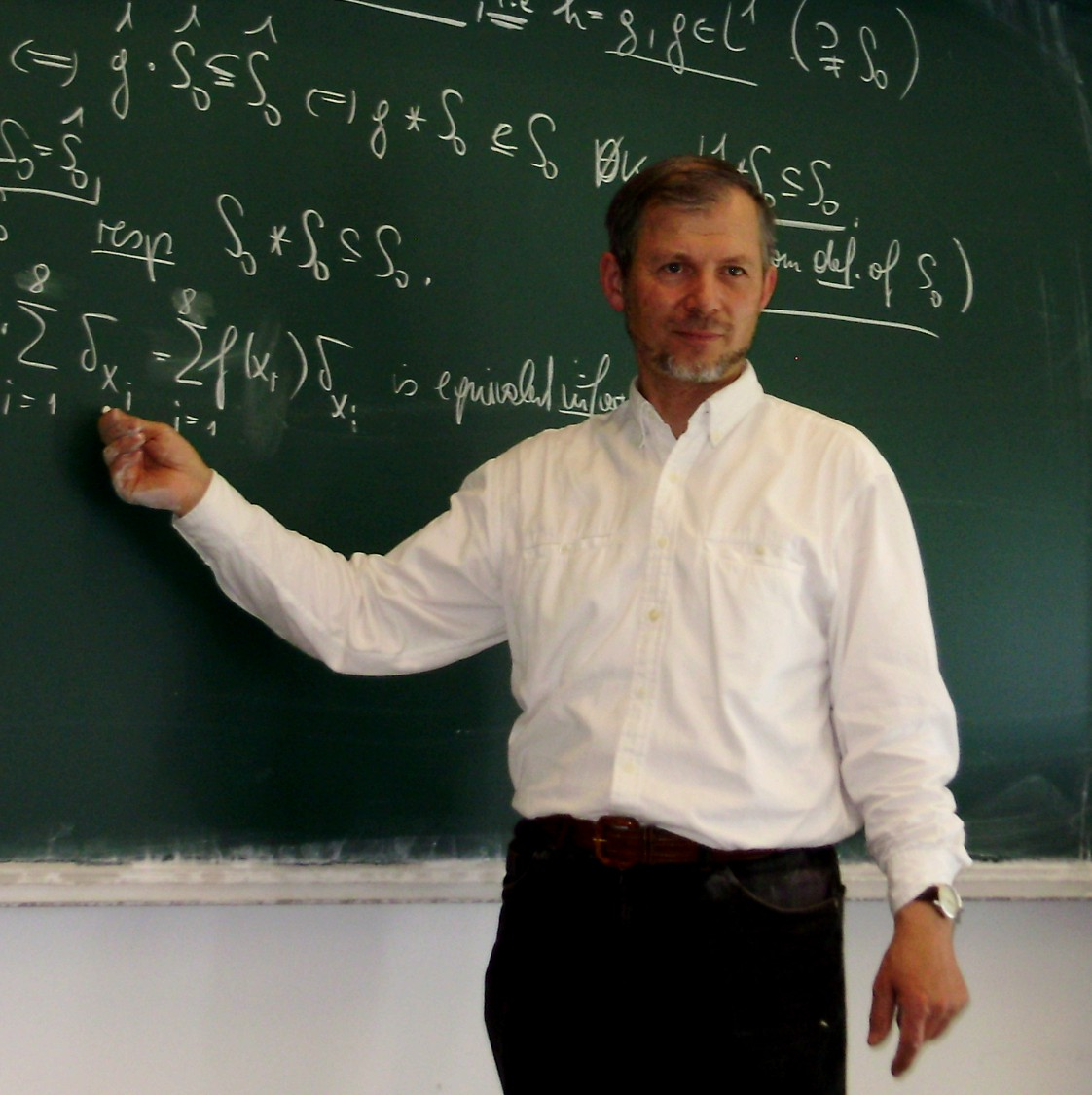
Hans Georg Feichtinger lehrend im Mai 2011

Hans Georg Feichtinger (* 16. Juni 1951 in Wiener Neustadt) ist ein österreichischer Mathematiker. Er ist außerordentlicher Universitätsprofessor an der Fakultät für Mathematik der Universität Wien.
Feichtinger studierte Mathematik an der Universität Wien und promovierte 1974 bei Hans Reiter zum Thema Teilalgebren von L^1(G). Er ist Chefherausgeber des Journal of Fourier Analysis and Applications des Springer Verlags.
Feichtinger begründete Ende der 1980er Jahre mit Karlheinz Gröchenig und Thomas Strohmer die Arbeitsgruppe NuHAG (Numerical Harmonic Analysis Group) an der Fakultät für Mathematik der Universität Wien, an der eine Vielzahl von Gastforschern und mehrere von der Europäischen Union geförderte Forschungsprojekte beherbergt waren und sind.
Sein Arbeitsschwerpunkt liegt auf dem Gebiet der Harmonischen Analysis, insbesondere der Zeit-Frequenz-Analyse. Nach ihm sind die Feichtinger-Algebra und die Feichtinger-Vermutung benannt.

## Schriften
- mit Thomas Strohmer: Gabor Analysis and Algorithms. Birkhäuser, Boston/Basel/Berlin 1998, ISBN 3-7643-3959-4.
- mit Thomas Strohmer: Advances in Gabor Analysis. Birkhäuser, Boston/Basel/Berlin 2003, ISBN 3-7643-4239-0.